# Jacklyn Zeman
Pour les articles homonymes, voir Zeman.
Jacklyn Lee Zeman, née le 6 mars 1953 à Englewood (New Jersey) et morte le 9 mai 2023 à Thousand Oaks  (Californie), est une actrice américaine qui joue pendant 45 ans le rôle de Bobbie Spencer dans le soap opera d'ABC Hôpital central.

## Biographie

### Jeunesse et éducation
Jacklyn Zeman naît à Englewood (New Jersey), dans une famille d'origine juive. Ses parents sont Rita Zeman-Rohlman, superviseur de magazine, et Richard S. Zeman, ingénieur système. Elle grandit à Bergenfield (New Jersey), et termine ses études secondaires à 15 ans, à la Bergenfield High School, après quoi elle étudie la danse grâce à une bourse à l'Université de New York. Elle était Playboy Bunny au Playboy Club en 1972.

### Carrière
Jacklyn Zeman joue plusieurs petits rôles avant d'obtenir un rôle régulier dans le soap opera d'ABC On ne vit qu'une fois en jouant Lana McClain de 1976 à 1977. La même année, elle est choisie pour jouer le rôle de Bobbie Spencer dans General Hospital, un rôle qu'elle tient régulièrement jusqu'en 2010. Jacklyn Zeman est nommée trois fois au Daytime Emmy Award de la meilleure actrice dans une série dramatique et une fois au Daytime Emmy Award de la meilleure actrice principale dans une série dramatique pour son rôle. À partir de 2013, elle apparaît de manière récurrente dans l'émission Hôpital central.
En dehors des feuilletons, Jacklyn Zeman apparaît dans le film comique National Lampoon's Class Reunion en 1982 et a fait un caméo dans le film comique parodique Docteurs in love. Elle joue dans les téléfilms Jury Duty : The Comedy (1990) avec Heather Locklear et Montana Crossroads (1993) avec Kellie Martin. Elle joue dans des productions off Broadway et autres, notamment Come Blow Your Horn, Barefoot in the Park et The Boy Friend.
Jacklyn Zeman reçoit une autre nomination aux Daytime Emmy Awards pour son rôle régulier de Sofia Madison dans la série en streaming The Bay en 2021.

### Vie personnelle
Trois fois mariée, Jacklyn Zeman a deux filles, Cassidy et Lacey, de son troisième mari Glenn Gorden. Son premier mari, Murray Kaufman, est connu professionnellement sous le nom de Murray the K, un DJ. Son deuxième mari est Steve Gribbin.
Elle est une amie proche de la co-star d'Hôpital central, Shell Kepler (en) (infirmière Amy Vining). Elle prononce un éloge funèbre lors des funérailles de Kepler.
Jacklyn Zeman est également proche d'Anna Lee, covedette de d'Hôpital central(la riche matriarche Lila Quartermaine), à qui Zeman rend hommage en 2004, avant la mort de Lee. Déclarant que Lee avait été comme une « grand-mère de substitution » pour elle, à la fois devant et derrière la caméra : « J'ai beaucoup de respect et d'admiration pour Anna Lee, tant sur le plan personnel que professionnel. C'était toujours un plaisir de passer du temps avec elle, tant sur le plateau qu'en dehors. Je pense encore souvent à elle et je me sens bénie d'avoir connu son amitié et son incroyable sens de l'humour. Son beau visage souriant me manque. ».

### Mort
Jacklyn Zeman meurt le 9 mai 2023 à l'âge de 70 ans, à Los Robles Hospital & Medical Center à Thousand Oaks, en Californie, après une courte maladie cancéreuse.

## Filmographie
| Année                | Titre                            | Rôle                 | Notes |
| -------------------- | -------------------------------- | -------------------- | --- |
| 1974                 | Deep Throat Part II              | Office Girl          | |
| 1976                 | The Edge of Night                | Bobbi                | 1 épisode |
| 1977                 | The Day the Music Died           | Samantha             | |
| 1976–1977            | On ne vit qu'une fois            | Lana McClain         | feuilleton télévisé |
| 1977–2010, 2013–2023 | Hôpital central                  | Bobbie Spencer       | feuilleton télévisé Nommée—Daytime Emmy Award for Outstanding Lead Actress in a Drama Series (1998) Nommée—Daytime Emmy Award for Outstanding Supporting Actress in a Drama Series (1981, 1995, 1997) |
| 1982                 | Young Doctors in Love            | Cameo                | |
| 1982                 | National Lampoon's Class Reunion | Jane Washbur         | |
| 1987                 | Mike Hammer                      | Amy Miller           | Épisode : "Kill John Doe" |
| 1987                 | Sledge Hammer!                   | Brianne O'Brian      | Épisode : "The Color of Hammer" |
| 1990                 | Jury Duty: The Comedy            | Samantha             | Television film |
| 1993                 | Montana Crossroads               | Julia Morrow Wheeler | Television film |
| 1994                 | Chicago Hope                     | Soap Nurse           | Épisode : "Death Be Proud" |
| 2005                 | The Mission                      | Kathryn              | Short film |
| 2009                 | Deep in the Valley               | Sonja Monia          | |
| 2010–2023            | The Bay                          | Sofia Madison        | Series regular Nominated—Daytime Emmy Award for Outstanding Supporting Actress in a Daytime Fiction Program (2021) Nominated—Indie Series Award for Best Supporting Actress—Drama (2022)              |
| 2017–2019            | Misguided                        | Mo                   | 7 épisodes Nominated—Indie Series Award for Best Supporting Actress—Comedy (2018) Nominated—Indie Series Award for Best Supporting Actress—Drama (2020),                                              |